# Макаров, Михаил Алексеевич
Михаи́л Алексе́евич Мака́ров (1827—1873) — русский архитектор, академик и профессор архитектуры Императорской Академии художеств.

## Биография
Ещё в раннем детстве он лишился родителей, но мальчика взял к себе киевский мещанин Макаров. Начав художественную подготовку в Киеве, под руководством архитектора В. И. Беретти, в 1851 году М. А. Макаров приехал в Санкт-Петербург и поступил в ученики Императорской академии художеств, в которой его наставниками были сперва А. И. Штакеншнейдер, а потом Гаральд Юлиус Боссе.
Уже в 1854 году он был награждён малой серебряной медалью; а в 1855 году — большой серебряной медалью . В 1857 году он был удостоен малой золотой медали за проект театрального училища с принадлежащим к нему театром; в 1858 году, при выпуске из академии, за проект католического собора получил звание классного художника; в 1859 году за этот же проект и за другие работы получил звание академика Императорской академии художеств.
Начав около этого времени приобретать все большую и большую практику у петербургских домовладельцев, преимущественно из богатого купечества, Михаил Алексеевич Макаров быстро занял видное место среди русских зодчих, как мастер соединять красивость фасадов и вообще отделки зданий с их приспособленностью к тем целям, для которых они предназначены.
Из многочисленных построек, произведённых им в Санкт-Петербурге, в особенности заслуживают быть упомянутыми дома М. И. Лопатина, А. Г. Тройницкого, С. И. Крундышева, Лесниковых, Базилевского[уточнить], Громовой, И. И. Антонова, А. Ф. Паулучи, причта Исаакиевского собора, подворья Троицко-Сергиевой лавры, дом для князя Васильчикова, дом А. В. Липгарта.
Кроме того в период 1865—1867 годы он построил восемь дач в имении княгини Кушелевой «Лигово» и часовню для княгини Т. Д. Строгановой.
Им составлено немало архитектурных проектов и произведено построек по его службе в Опекунском совете; самым удачным произведением может считаться новое здание Санкт-Петербургского коммерческого училища (в Чернышёвом переулке (улица Ломоносова). За это здание и за дом Лопатина Академия художеств в 1867 году наградила художника званием профессора. В 1868 году он был выбран членом строительного комитета при IV Отделении Собственной Его Величества Канцелярии. Состоял также в Хозяйственной Строительной Городской Комиссии и почетным членом детских приютов. Член Петербургского общества архитекторов с 1870 года.
Жизнь талантливого архитектора прервалась 19 ноября 1873 года, после пожара в доме Антонова, где жил Макаров. Похоронен он был в Александро-Невской лавре на Никольском кладбище. После смерти Макарова начатые им постройки завершал его ученик А. В. Иванов.

## Проекты
- Деревянный дом в имении Волышово графа А. С. Строганова, Порховский уезд Псковской губернии. Начало 1860-х. (Перестроен в камне К. К. Шмидтом).
- Невский проспект, д. 112 — доходный дом. Перестройка. 1866.
- Коломенская улица, д. 31 — доходный дом. Надстройка. 1867.
- Невский проспект, д. 100 — доходный дом М. И. Лопатина. 1867—1868.
- Невский проспект, д. 98 — доходный дом. Перестройка. 1868.
- Измайловский проспект, д.№ 5 — доходный дом. Изменение фасада. 1868.
- Улица Ломоносова, д.№ 9 — здание Коммерческого училища. 1869—1871.

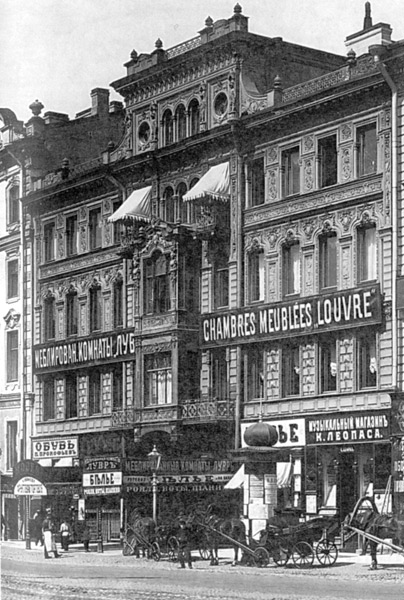
Невский, 80 по проекту Макарова

- Моховая улица, д.№ 6 — особняк А. Г. Тройницкого. 1869—1871. (Надстроен).
- Галерная улица, д.№ 6 — дом причта Исаакиевского собора. Конногвардейский бульвар, д.№ 5/. 1870. Включен существовавший дом.
- Улица Оружейника Фёдорова, д.№ 15 — доходный дом. 1870. Включен существовавший дом.
- Улица Рубинштейна, д.№ 8 — доходный дом С. И. Крундышева. 1870—1871.
- Улица Чапаева, д.№ 21, двор — производственное здание. 1871. (Перестроено).
- Невский проспект, д.№ 96/улица Маяковского, д.№ 1 — доходный дом Яковлевых. 1871—1872. Перестройка угловой части, новые корпуса. (Частично надстроены).
- Литейный проспект, д.№ 61 — доходный дом И. И. Антонова. 1871—1872.
- Улица Рубинштейна, д.№ 3 — доходный дом Троице-Сергиева подворья. 1871—1872.
- Набережная канала Грибоедова, д.№ 77/Гражданская улица, д.№ 28/Вознесенский проспект, д.№ 32 — доходный дом. 1871—1872. (Перестроен).
- Невский проспект, д.№ 80 — доходный дом А. В. Липгарта. Перестройка. 1872. (Перестроен).
- Кузнечный переулок, д.№ 20 — доходный дом. Перестройка. 1872. (Перестроен).
- Ковенский переулок, д.№ 12 — отделка домовой церкви Сергиевского приюта. 1872. (Не сохранилась).
- Кузнечный переулок, д.№ 22, левая часть — Лиговский проспект, д.№ 67, правая часть — доходный дом. 1872. Включен существовавший дом.
- 1-я Красноармейская улица, д.№ 1, левая часть — здание Ремесленного училища им. цесаревича Николая. 1872—1874. Фасад. Планировка и строительство — Н. П. Гребенка. (Перестроено).
- Улица Чайковского, д.№ 79 — доходный дом Соболевых (1873)[4], надстроен в 1913 под руководством Леонида Харламова без значимых изменений в оформлении[5].
- Улица Ломоносова, д.№ 20 — доходный дом. 1873—1874.
- Большая Морская улица, д.№ 36 — набережная Мойки, д.№ 81 — доходный дом Д. Я. Риц-а-Порта (А. Ф. Паулуччи). 1873—1874.
- Разъезжая улица, д.№ 3. — доходный дом О. М. Макаровой. 1873—1874.